# Васильевка (Урицкий район)
Васильевка — деревня в Урицком районе Орловской области России.
Входит в состав Котовского сельского поселения.

## География
Расположена северо-западнее деревни Большое Сотниково на обеих берегах речки. Через деревню проходит просёлочная дорога, имеется одна улица — Васильевка.

## Население
| 2010 |
| ---- |
| 44   |